# Наречена в чоботях
Наречена в чоботях (англ. The Bride Wore Boots) — американська комедійна мелодрама режисера Ірвінга Пічела 1946 року.

## Сюжет
Багата південна красуня Салі Ворен любить скачки і утримує свою кінську ферму, хоча її чоловік ненавидить чотириногих ссавців. Її чоловік, Джеф Ворен успішний автор і літописець громадянської війни за незалежність. Після того, як Джеф купує дванадцятирічну стару шкапу Альберту, помилково вважаючи, що це він і ще лоша, а Саллі придбала стіл в подарунок чоловікові, у наївному переконанні, що стіл колись належав Джефферсону Девісу, стало очевидним, що між ними є спільні інтереси. Положення ускладнюється через ревнощі Джефа. За Саллі увивається знайомий її Ланс Гейл, сусід і колега, заводчик коней. Саллі, в свою чергу, приходить в лють, коли Мері Лу Медфорд, кокетка з літературної групи, прилюдно цілує Джефа. Подружжя подає позов до суду зі шлюборозлучних справ, але обставини і коні знову об'єднують їх разом.

## У ролях
- Барбара Стенвік — Салі Ворен
- Роберт Каммінгс — Джеф Ворен
- Діана Лінн — Мері Лу Медфорд
- Патрік Ноулз — Ленс Гейл
- Пеггі Вуд — Грейс Аплі
- Роберт Бенчлі — дядько Тодд Ворен
- Віллі Бест — Джо
- Наталі Вуд — Керол Ворен
- Грегорі Маршалл — Джонні Ворен
- Мері Янг — Джанет Довтон